# Coprinellus deliquescens
Coprinellus deliquescens är en svampart som först beskrevs av Pierre Bulliard (v. 1742–1793), och fick sitt nu gällande namn av Petter Adolf Karsten 1879. Coprinellus deliquescens ingår i släktet Coprinellus och familjen Psathyrellaceae.   Inga underarter finns listade i Catalogue of Life.